# Josino Levino Ferreira

Senhor Josino em seu 111º aniversário.

Josino Levino Ferreira (Conceição, 03 de abril de 1913), é um supercentenário brasileiro validado pelo Gerontology Research Group. É reconhecido por ser o homem mais velho validado da história do Brasil e o segundo homem mais velho do mundo atualmente
Ele mora em Coronel Ezequiel (Rio Grande do Norte).
Ferreira tornou-se o homem vivo mais velho do mundo após a morte de John Tinniswood em 25 de novembro de 2024.